# Batrachorhina griseicornis
Batrachorhina griseicornis là một loài bọ cánh cứng trong họ Cerambycidae.